# Велика национална ложа Србије
Велика национална ложа Србије је једна од масонских обедијенција у Србији. Поред ње у Србији делује и Регуларна велика ложа Србије и Уједињене велике ложе Србије.

## Историја слободног зидарства у Србији
Иако нема поуздане архивске грађе сматра се да је прва слободнозидарска ложа постојала у Београду крајем 18. века и да је вероватно радила на турском језику. Њени чланови су наводно били Хаџи-Мустафа-паша, Јанко Катић, Петар Ичко као и грчки родољуб Рига од Фере. Слободнозидарска активност замире до средине деветнаестог века услед слома Првог српског устанка. У београдској тврђави се 1848. оснива ложа ″Али Коч″ чији је члан био и Симо Милутиновић Сарајлија. „Светлост Балкана“, прва српска ложа, формирана је 1876. под заштитом Великог Оријента Италије, под чијом заштитом је радила и ложа „Србска задруга“ основана 1881. Њен члан је био и Лазар Пачу. Обе ложе су услед политичких превирања и Тимочке буне успаване 1883.
Следећа ложа формирана на српском тлу била је „Слога, рад и постојанство“ коју су углавном чинила браћа претходне две успаване ложе. Поједини чланови ове Ложе због неслагање са Великим Оријентом Италије иступају и формирају нову ложу под називом „Побратим“, која се налази под заштитом Симболичке велике ложе Угарске. Међу оснивачима овог братства били су између осталих Андра Ђорђевић, Ђорђе Вајферт и Стеван Мокрањац. У Нишу се 1892. оснива ложа „Немања“ која је такође радила под заштитом Симболичке велике ложе Угарске. Наводно су за умирење европске јавности након убиства Александра Обреновића и његове супруге Драге били заслужни масони, највише посланик у Риму Милован Миловановић. Пресудан корак ка стварању самосталне велике ложе десио се током анексионе кризе и општег расположења према Аустроугарској. Такав раскид довео је 1909. до формирања ложе „Уједињење“ која је радила под заштитом Великог Оријента Француске. Иако радионица „Побратим“ није била под заштитом неке од великих ложа, од ње је у априлу 1910. настала ложа „Шумадија“.
Почетком 1911. године слободни зидари Србије одлучили су да Врховни савет Грчке буде Велика масонска власт која ће обезбедити коначну самосталност српске масонерије. Наредне године, српски масони су преузели Древни и прихваћени Шкотски обред, прочитан је грчки патент о формирању Врховног савета Србије, Ђорђе Вајферт је изабран за суверена великог командера и великог мајстора Врховног савета Србије, а том приликом реактивирана је ложа „Слога, рад и постојанство“ која је тај пут стављена под заштиту Врховног савета Србије. Исто су урадиле и радионице „Побратим“ и „Шумадија“. Коначно признање уследило је на Интернационалној конференцији савезних Врховних савета Шкотског реда одржаној октобра 1912. у граду Вашингтону. Од тог тренутка све ложе у Србији, осим радионице „Уједињење“ која је и даље била под заштитом Великог Оријента Француске, радиле су под заштитом Врховног савета Србије.

## Ложа Југославија
Након паузе у раду услед балканских ратова и Првог светског рата у Загребу је 1919. одржана ванредна скупштина свих српских, хрватских и словеначких ложа које су прогласиле заједничку Велику ложу Југославије. Седиште Ложе било је у Београду. Први велики мајстор био је гувернер Народне банке Ђорђе Вајферт и верује се да је на почетку свог постојања ова ложа бројала око 300 чланова. Велика ложа Југославије била је 1926. у Београду домаћин Међународног масонског конгреса названог „У знаку мира“, којем је присуствовало 56 представника двадесет националних обедијенција из европских држава као и две прекоморске обедијенције. Хуманитарни рад тадашње ложе огледао се у оснивању дома за сирочад и образовни центар „Свети Сава“ за децу из јужне Србије. Отворена је установа за глувонему децу „Краљ Дечански“, затим фондација „Свети Ђорђе“ за помоћ деци и ратним инвалидима. Стварани су савези за борбу против туберкулозе, просјачења као и акција помоћи незапосленима под именом „Хлеб насушни“. Средином тридесетих година било је око хиљаду чланова који су радили у преко двадесет ложа. Са порастом међународних тензија и очекивањем новог светског сукоба као и притиском нацистичке Немачке на тадашњу Краљевину, слободни зидари су схватили какав би био однос нове власти према њима, тако да је Ложа Југославије 22. јуна 1940. донела одлуку о самоуспављивању. Многи масони су отишли у емиграцију, а Владимир Ћоровић је погинуо 12. априла 1941. када је авион у којем је летео оборен изнад Грчке. Слободно зидарство у Србији пробуђено је 23. јуна 1990. када је поново формирана Велика ложа Југославије. Ложе које су радиле под заштитом ВЛЈ суː
- Ложа Слога, рад и постојанство (1883), Оријент Београд
- Ложа Побратим (1890), Оријент Београд
- Ложа Будућност (1896), Оријент Сомбор
- Ложа Аурора (1905), Оријент Вршац
- Ложа Шумадија (1910), Оријент Београд
- Ложа Алкоташ-стварање (1910), Оријент Суботица
- Ложа Истина (1921), Оријент Београд
- Ложа Доситеј Обрадовић (1925), Оријент Београд
- Ложа Препорођај (1926), Оријент Београд
- Ложа Митрополит Стратимировић (1926), Оријент Нови Сад
- Ложа Максим Ковалевски (1926), Оријент Београд
- Ложа Стела Поларис (1928), Оријент Суботица
- Ложа Војводина (1931), Оријент Зрењанин
- Ложа Банат (1937), Оријент Панчво
- Ложа Човечност (1940), Оријент Београд[4]

## Велика национална ложа Србије
Из Велике ложе Југославије 1997. се издваја група слободних зидара и уз помоћ Велике ложе Француске формира Велику националну ложу Југославије. Променом имена државе ова ложа је још два пута мењала име и то у Велику националну ложу Србије и Црне Горе и на крају у име које носи и данас: Велика национална ложа Србије (ВНЛС) која ради под заштитом Врховног савета Србије 1912 који заступа Шкотски ред од 33°. Ложе које раде под заштитом ВНЛС-а суː
- Србска Задруга 002 - Београд
- Побратим 004 - Београд
- Немања 005 - Ниш
- Истина 012 - Београд
- Слобода 018 - Београд
- Братство 033 - Шабац
- Ђорђе Вајферт 036 - Београд
- Свети Сава 037 - Београд
- Цвитање 041 - Бијељина
- Тимакум 042 - Књажевац
- Слободан Јовановић 044 - Ниш
- Константин Велики 045 - Ниш
- Дунав 046 - Нови Сад
- Кнез Михаило 047 - Крагујевац
- Михајло Пупин 048 - Београд
- Стеван Сремац 049 - Ниш
- Кнез Лазар 050 - Крушевац
- Исток 051 - Зајечар
- Г9 055 - Подгорица
- Quatuor Coronati 056 - Београд
- Пробитас 057 - Сремска Митровица
- Светионик 058 - Врбас
- Samuel Kernbeiser 059 - Београд
- Прота Матеја Ненадовић 060 - Ваљево
- Хирам 061 - Пожаревац
- Братска љубав 062 - Ниш

Званично гласило Велике националне ложе Србије је Сиријус (часопис).

## Велики Мајстори Велике Националне Ложе Србије
Досадашљи Велики Мајстори ВНЛС су:
1. Милан Лајхнер (1997. – 2001.)
2. Предраг Манојловић (2001. – 2003.)
3. Драган Мартиновић (2003. – 2009.)
4. Драгослав Павловић (2009. – 2012.)
5. Бранко Медојевић (2012. – 2013.)
6. Момир Мирић (в.д, 2013. – 2014.)
7. Драгослав Павловић (2014. – 2017.)
8. Никола Митровић (2017. – 2021.)
9. Саша Тричковић (v.d, 2021)
10. Братислав Ураковић (od 2021.)